# علم تشريح النبات
علم تشريح النبات هو العلم الذي يعنى بدراسة البنية الداخلية للنبات. كان هذا العلم يشمل علم شكلياء النبات قبل أن يتم اعتبار هذا الأخير علماً منفصلاً خلال القرن العشرين. يتعلق علم تشريح النبات غالباً بالخلايا الداخلية ويتضمن عمل مقاطع تشريحية للنبات.
التشريح الداخلي للنبات
1 – البنية التشريحية للجذر:
عند عمل قطاعات عرضية في منطقة الشعيرات الجذرية بالجذر يلاحظ أن الجذر يتكون من أنسجة عديدة تظهر من المحيط إلى المركز كالتالي:
أ – البشرة:
هي الطبقة الخارجية من الجذر وتتكون من صف واحد من الخلايا المتراصة الدقيقة الجدر الخالية من الكيوتين ( القشيرة ) غالباً. وفي منطقة الشعيرات تستطيل بعض الخلايا مكونة الشعيرات الجذرية ولهذا تعرف طبقة البشرة في هذه المنطقة بالطبقة الوبرية، وتقوم الشعيرات الجذرية بامتصاص الماء والأملاح من التربة.
ب – القشرة:
وهي منطقة واسعة من خلايا برانشيمية ذات جدر رقيقة ومسافات بينية واسعة وتقوم هذه المنطقة بثلاث وظائف هي تهوية الأنسجة الجذرية وتوصيل الماء والأملاح إلى أنسجة الخشب، وتخزين المواد الغذائية. وعند جفاف وسقوط طبقة الشعيرات الجذرية تتعرض أول طبقات القشرة للخارج وتسمى الإكسوديرم وجذر هذه الخلايا مغلظة بالسوبرين ويتراوح سمك الأكسوديرم من طبقة إلى عدة طبقات.
وأخر طبقات القشرة للداخل تعرف بالأندوديرم ويميز خلايا هذه الطبقة وجود ترسيب لمادة السوبرين يوزع على الخلية بشكل شريط يحيط بالجذر الشعاعية للخلية ويسمى بشريط كاسباري الذي يعمل كمادة لاصقة لخلايا الأندوديرم ويمنع مرور الماء خلاله. ولذا فإن مرور الماء من القشرة إلى الإسطوانة الوعائية يتم خلال خلايا خاصة في طبقة الإندوديرم تعرف بخلايا المرور وهي خلايا رقيقة الجدر تخلو من مادة السوبرين وتكون هذه الخلايا مقابلة للخشب الأول. الإسطوانة الوعائية تتكون من نسيج البريسيكل ونسيج الخشب ونسيج اللحاء ونسيج النخاع.
ج– البريسيكل:
يتكون عادة من صف واحد من خلايا برانشمية رقيقة الجدر قد تستعيد قدرتها على الانقسام ومن هذه الطبقة تنشأ الجذور الجانبية.
د – الحزم الوعائية:
تتكون الحزم الوعائية من أذرع من الخشب الابتدائي تتبادل مع كتل من نسيج اللحاء الابتدائي على أنصاف أقطار متبادلة ( حزم قطرية ) ويفصل بين الخشب واللحاء مجموعة من خلايا مرستيمية غير متشكلة تقوم بوظيفة الكامبيوم الوعائي في جذور النباتات التي تتغلظ ثانوياً ( غالباً نباتات ذوات الفلقتين ) وتصبح خلايا برانشيمية بالغة أو اسكلرنشيمية في الجذور التي لا تتغلظ ثانوياً ( نبات ذوات فلقة واحدة ) .
ويتكون ذراع الخشب من خشب أول للخارج وخشب تالي للداخل وأوعية الخشب الأول ضيقة ذات تغلظ حلقي أو حلزوني وأحياناً سلمي، أما الخشب التالي فأوعية واسعة وتغليظها يكون شبكياً أو منقراً.
وعدد أذرع الخشب يتراوح عادة بين 2 – 8 في جذور ذات الفلقتين بينما يزيد على ذلك في جذور نباتات ذات الفلقة الواحدة.
ويتكون اللحاء الابتدائي أيضاً من لحاء أول للخارج ولحاء تالي للداخل وتكون الأنابيب الغربالية للحاء الأول أضيق من الأنابيب الغربالية للحاء التالي.
هـ – النخاع:
يتكون النخاع من خلايا برانشيمية تشغل مركز القطاع تظهر عادة في جذور نباتات الفلقة الواحدة لتباعد أذرع الخشب، بينما يلتقي الخشب التالي لجميع الحزم ويلتحم في مركز الجذر فلا يترك مكانا للنخاع في جذور ذات الفلقتين.
مقارنة بين جذر فلقتين وجذر فلقة واحدة:
جذر فلقتين
جذر فلقة واحدة
1 – القشرة عريضة
2 – الحزم الوعائية محدودة العدد من ( 2-
3 – عدد الأوعية الخشبية في الحزمة الوعائية كبير
4 – النخاع ضيق وقد يكون غير موجود	
1 – القشرة ضيقة
2 – الحزم الوعائية عديدة ( أكثر من 8 )
3 – عدد الأوعية الخشبية في الحزم الوعائية قليل
4 – النخاع متسع
– البنية التشريحية للساق:
أولاً: ساق نبات ذوات الفلقتين:
لدى فحص قطاع في ساق حديث من نباتات ذوات الفلقتين نجد أنه يتكون من الأنسجة التالية من المحيط إلى المركز:
أ – البشرة:
تتكون من طبقة واحدة من الخلايا المتراصة تتغطى بالكيوتين ( القشيرة ) وتوجد بين خلايا البشرة ثغور أقل عدداً مما هو عليه في الأوراق، قد تمتد من خلايا البشرة زوائد وحيدة الخلية أو عديدة الخلايا.
ب – القشرة:
مجموعة من الطبقات تلي البشرة إلى الداخل وتغلف الإسطوانة الوعائية، وهي تتكون من خلايا برانشيمية يوجد بها بلاستيدات خضراء، كما يوجد خلايا كولنشيمية والطبقة الأخيرة من القشرة تسمى بالغلاف النشوي لاحتواء خلاياها على نشاء مدخر يظهر بلون أزرق عند صبغ القطاع بمحلول اليود. وفي كثير من الأحيان نلاحظ وجود أنسجة إفرازية داخلية كالقنوات الراتنجية واللبنية متخلله نسيج القشرة.
ج- البريسيكل:
وهي تكون أما منطقة متصلة من الخلايا الأسكلرنشيمية فوق الإسطوانة الوعائية أو توجد في مجموعات فوق الحزم مباشرة وتغلف اللحاء.
د – الحزم الوعائية:
الحزم من النوع الجانبي المفتوح فهي جانبية لأن الخشب واللحاء على نصف قطر واحد، وهي مفتوحة لأن الكامبيوم الوعائي الحزمي يوجد بين الخشب واللحاء ويتكون اللحاء دائماً للخارج والخشب للداخل. والخشب التالي ذو الأوعية الواسعة للخارج جهة الكامبيوم والخشب الأول ذو الأوعية الضيقة للداخل الجهة النخاع. ويتكون الكامبيوم الوعائي من صف من الخلايا المرستيمية تنقسم معطية خشب للداخل ولحاء نحو المحيط.
هـ - النخاع والأشعة النخاعية:
يكون النخاع الجزء المركزي من الساق، كما تتصل القشرة بالنخاع بواسطة أشعة نخاعية. وهي تتكون من خلايا برانشيمية. وفي بعض سيقان النباتات العشبية مثل الفول والبرسيم يوجد تجويف وسطي في موضع النخاع نتيجة تمزق وتحلل النخاع أثناء النمو.
ثانياً: ساق نبات ذو فلقة واحدة:
لدى فحص قطاع عرضي من ساق حديث لنبات من ذوات الفلقة الواحدة نجد أنه يتكون من الأنسجة التالية:
1 – البشرة
و تتكون من صف واحد من الخلايا المتراصة التي يعلوها طبقة من الكيوتين وتتخللها الثغور، وقد تحتوي على زوائد بشرة.
2 – النسيج الأساسي:
يلي البشرة ويملأ القطاع ويتكون من خلايا برانشيمية وتتبعثر فيه الحزم الوعائية وقد تكون الطبقات الخارجية من النسيج الأساسي خلايا اسكلرنشيمية كما في كثير من النباتات النجيلية.
3 – الحزم الوعائية
و هي عديدة مبعثرة في النسيج الأساسي وهي عادة حزم جانبية مغلقة أي أن اللحاء والخشب على نصف قطر واحد ولا تحتوي على نسيج كامبيوم وعائي بين الخشب واللحاء. و يتكون الخشب من عدد محدود من أوعية الخشب مرتبة على شكل حرف Y أو حرف V و الخشب التالي للخارج والأول للداخل. و قد تتمزق بعض أوعية الخشب الأول مكونة فجوة تعرف بتجويف الخشب. و عادة تغلف الحزم بطبقة أو أكثر من الألياف تعرف بغمد الحزمة.
مقارنة بين ساق نبات ذوات الفلقتين وساق نبات ذوات الفلقة واحدة
ساق نبات ذوات الفلقتين
ساق نبات ذوات الفلقة واحدة
1 – النسيج الأساسي يتميز إلى قشرة ونخاع و أشعة نخاعية
2 – الحزم الوعائية مرتبة في دائرة أو دائرتين
3 – الحزم الوعائية جانبية مفتوحة
4 – يوجد غلاف نشوي
5 – اللحاء يحتوي على برانشيمية لحاء
6 – أوعية الخشب في صفوف قطرية مستقيمة
7 – يحتوي على الكامبيوم الوعائي	
1 – النسيج الأساسي لا يتميز إلى قشرة ونخاع و أشعة نخاعية.
2 – الحزم مبعثرة في النسيج الأساسي
3 – الحزم الوعائية جانبية مغلقة
4 – لا يوجد غلاف نشوى
5 – اللحاء لا يحتوي على برانشيمية لحاء أو يحتوي على قليل منها
6 – أوعية الخشب على شكل حرف أ و Y
7 – لا يحتوي على الكامبيوم الوعائي
- البنية التشريحية للورقة
أولا: ورقة نبات ذوات الفلقتين:
بالفحص التشريحي لفصل ورقة نبات ذو فلقتين يلاحظ أنها تتركب من النسج التالية وذلك من الأعلى إلى الأسفل:
1 – البشرة العليا:
صف واحد من الخلايا المتراصة خالية من الكلوروفيل فيما عدا الخلايا الحارسة المحيطة بفتحات الثغور التي تحتوي على الكلوروفيل وتغطي الجدر الخارجية لخلايا البشرة طبقة الكيوتين.
2 – النسيج الوسطى:
و هو من الأنسجة الموجودة بين البشرة العليا والسفلى باستثناء الحزم الوعائية ويمثل النسيج الوسطى للورقة ويتميز إلى:
أ – نسيج عمادي: و يوجد تحت البشرة العليا مباشرة ويتكون من صف أو أكثر من خلايا برانشيمية أسطوانية متعامدة على خلايا البشرة وغنية بالبلاستيدات الخضراء.
ب- نسيج إسفنجي: يوجد أسفل النسيج العمادي جهة البشرة السفلى وتكون من عدة طبقات وخلاياه غير منتظمة الشكل تفصلها مسافات بينية واسعة وتحتوي على بلاستيدات خضراء ولكن بنسبة أقل منها في خلايا النسيج العمادي.
3 – الحزم الوعائية:
توجد الأنسجة الوعائية في نصل الورقة في نظام متشابك مكونة عروق الورقة. تقع الحزم الوعائية الرئيسية في العروق الوسطى وتتكون من خشب ولحاء و لا توجد كامبيوم عادة. و يوجد الخشب جهة البشرة العليا ويتكون من أوعية خشبية مرتبة في صفوف وقصيبات و ألياف برانشيمية خشب ويكون الخشب الأول إلى الأعلى والخشب التالي إلى الأسفل ويوجد اللحاء جهة البشرة السفلى ويتكون من أنابيب غربالية وخلايا مرافقة وبرانشيمية لحاء، والحزم الوعائية الفرعية أبسط تركيبا من الحزمة الرئيسية.
و تحاط الحزم عادة بطبقة أو أكثر من خلايا برانشيمية أو كلوررانشيمية متراصة بجانب بعضها مكونة غلاف الحزمة. كما يلاحظ وجود خلايا كولنشيمية أعلى وأسفل العرق الوسطى تعمل كنسيج وعائي في الورقة.
4 – البشرة السفلى:
تشبه خلايا البشرة العليا إلا أن جدر خلايا البشرة السفلى أقل سماكة وتحتوي عادة على ثغور بعدد أكبر من عددها في البشرة العليا.
ثانيا: ورقة نبات من ذوات الفلقة واحدة:
بالفحص المجهري لنصل ورقة نبات ذو فلقة واحدة نجد انها تتكون من ما يلي:
1 – البشرة العليا: تتكون من طبقة من الخلايا المتراصة تتغطى بالكيوتين ويوجد فيها ثغور وكثيرا ما يتميز بالبشرة خلايا المتراصة تتغطى خلايا كبيرة الحجم رقيقة الجدر تنثني عندها الورقة وتعرف بالخلايا الحركية أو اللافة.
2 – النسيج الأساسي: و يتكون من خلايا كلورانشيمية تقوم بعملية التمثيل الضوئي ولا يتميز هذا النسيج في معظم نباتات ذات الفلقة الواحدة إلى نسيج عمادي وآخر اسفنجي.
3 – الحزم الوعائية: توجد الأنسجة الوعائية في نظام متوازي عادة لأن تعرق الأوراق متوازي في ذوات الفلقة الواحدة. و بذلك تظهر في القطاع العرضي الحزم الكبيرة في الوسط والصغيرة عند الحافة. و الحزم جانبية مغلقة يوجد الخشب بها من جهة البشرة العليا مكونا حرف Y أ و V و يوجد اللحاء من جهة البشرة السفلى ويلاحظ وجود خلايا اسكلرنشيمية تحت البشرة مباشرة خاصة حول الحزم الرئيسية تعمل كنسيج دعامي للورقة.
4 – البشرة السفلى: تشبه البشرة العليا.

## اقرأ أيضاً
- كوتين